# Улица Некрасова (Иваново)
У́лица Некра́сова — улица города Иванова. Находится во Фрунзенском районе, в местечке Воробьёво. Является продолжением Ивановской улицы. Проходит с севера на юг начинаясь от улицы Большой Воробьёвской улицы и заканчиваясь улицей Станкостроителей. Восточнее улицы Некрасова, параллельно проходит Ташкентская улица.

## Происхождение названия
Своё название получила в честь русского поэта Николая Алексеевича Некрасова

## Здания и объекты
Основная часть застройки состоит из одноэтажных, жилых домов. В районе улиц Радищева, Богдана Хмельницкого и 5-й Первомайской имеются многоэтажные жилые дома советской планировки.
На улице располагается ОАО Автокран.
После демонтажа трамвайных линий в 2009 году была проведена реконструкция дорожного полотна. Впервые был заасфальтирован участок дороги от Ивановской улицы до улицы Богдана Хмельницкого. Здесь сделано четырёхполосное движение, общая ширина дороги составляет 15 метров. Новая автодорога позволила перераспределить транзитный грузопоток ярославского и владимирского направления в обход центра, решить проблему пробок по Велижской улице и должна дать дополнительный толчок к развитию этого района города.
Строительство ливневого коллектора, обустройство тротуаров и укладка нового асфальта бюджетам разных уровней обошлось почти в 93 миллиона рублей.

## Транспорт
С 1958 по 2007 действовал трамвайный маршрут № 5.
По состоянию на 2022 год по улице проходит маршрутное такси № 133, 17.
Автобус 44, 3, 119.

## Фотографии
- Перекресток с улицей Радищева
- Новая дорога между улицами Ивановской и Богдана Хмельницокго